# Keita Isozaki
Pour les articles homonymes, voir Isozaki.
Keita Isozaki (磯崎 敬太, Isozaki Keita) est un footballeur japonais né le 17 novembre 1980. Il évolue au poste de défenseur.

## Biographie
Keita Isozaki commence sa carrière professionnelle au Shonan Bellmare, son club formateur. Avec cette équipe, il joue 6 matchs en J-League 1 avant de se voir reléguer à l'étage inférieur.
En 2001, il est transféré au club du Mito HollyHock. Il reste 3 saisons dans ce club qui évolue en deuxième division.
En 2005, Keita Isozaki rejoint l'équipe du Vegalta Sendai. Il évolue pendant 4 années avec cette équipe, toujours en D2.
En 2009, il signe un contrat en faveur du Sagan Tosu. Keita Isozaki est vice-champion de J-League 2 en 2011 avec le Sagan Tosu, ce qui lui permet d'accéder en J-League 1.